# Fantascienza.com
Fantascienza.com è un sito web italiano dedicato alla fantascienza; nel 2008 e nel 2018 si è aggiudicata il Premio Italia come miglior rivista professionale. Ospita una sezione giornalistica e diverse sezioni a tema, come il Catalogo Vegetti della letteratura fantastica (derivato dal Catalogo della fantascienza, fantasy e horror compilato da Ernesto Vegetti e altri), la galleria di Fantaiku, il sito ufficiale dell'Italcon e altro. È per dimensioni uno dei siti del settore più grandi d'Europa.

## Storia
Creato nel 1996 da Silvio Sosio, originariamente il sito era stato pensato come un contenitore gratuito per i siti dedicati al genere. Su Fantascienza.com ebbero la loro prima sede sul web l'Editrice Nord, la casa editrice Keltia, il sito dell'opera multimediale Sinkha di Marco Patrito e un primo sito promozionale per la collana Solaria della casa editrice Fanucci. Insieme ad essi trovavano posto Delos Cyberzine, la prima rivista italiana online di fantascienza, già edita dal 1994, che in seguito avrebbe cambiato nome in Delos Science Fiction; il forum Ten Forward, l'Enciclopedia digitale della fantascienza (EDF), una collezione di recensioni librarie e profili d'autore, e altri siti.
Fantascienza.com inoltre lasciava spazio libero a siti amatoriali o personali. In seguito questi siti sono stati trasferiti sul dominio Fantascienza.net, sempre finanziato dagli stessi gestori di Fantascienza.com.
Dopo il 2001, con l'entrata di Fantascienza.com nella rete di siti prima della casa editrice Solid e poi dell'Associazione Delos Books, i siti professionali di altri editori venivano spostati sul dominio Fantascienza.it.
Nel 2001 trovava spazio su Fantascienza.com la versione web del Catalogo della Fantascienza, Fantasy e Horror compilato da Ernesto Vegetti e altri, una vastissima opera bibliografica che elenca tutta la produzione libraria italiana nei generi del fantastico, presente in rete fin dall'agosto del 1998. Nel 2010, due anni dopo la scomparsa di Vegetti, il Catalogo è stato rinnovato e infine rinominato Catalogo Vegetti della letteratura fantastica pubblicata in Italia, mentre veniva resa disponibile la versione originale del Catalogo online di Vegetti in un apposito dominio.
Nel 2002 veniva aperta la Galleria di Fantaiku, un sito-comunità dedicato alla versione fantascientifica delle piccole poesie giapponesi di tre versi, gli haiku. Oggi il sito ne ospita quasi ventimila e se ne aggiungono continuamente di nuovi.
Da citare anche la creazione, nel 1999, del Museo fotografico della fantascienza italiana, una raccolta di fotografie anche d'epoca che documentano i vari eventi e convegni del mondo della fantascienza, curata da Silvio Sosio ed Ernesto Vegetti.
Nel 2005, con la fusione delle due testate storiche de Il Corriere della Fantascienza e di Delos, Fantascienza.com ha assunto una connotazione fortemente giornalistica, ufficializzata nel 2006 con la registrazione in tribunale.
Dal 2006 al 2007 è stato anche prodotto un podcast associato al sito, Fantascienza.pod, curato da S* e Eliver.